# Vietnow
Vietnow – piąty singel amerykańskiej grupy Rage Against the Machine z albumu Evil Empire wydany w 1997. Ta piosenka ma podobne riffy do piosenki zespołu Led Zeppelin „The Wanton Song”.

## Lista utworów
1. „Vietnow"
2. „Clear The Lane” – b-side
3. „Intro/Black Steel In The Hour Of Chaos [Live Version]”
4. „Zapata's Blood [Live Version]”